# Poka (Burkina Faso)
Pour les articles homonymes, voir Poka.
Poka est une commune rurale située dans le département de Coalla de la province de la Gnagna dans la région de l'Est au Burkina Faso.

## Géographie
Poka se trouve à 12 km au nord-est de Coalla.

## Santé et éducation
Le centre de soins le plus proche de Poka est le centre de santé et de promotion sociale (CSPS) de Coalla.